# Penicillium islandicum
Penicillium islandicum è un fungo ascomicete del genere Penicillium; è anamorfo (è in una forma immatura) e può essere classificato come una muffa. Produce svariate tossine, tra cui la luteoschirina, la simatossina, la cicloclorotina (nota anche come islanditossina), la rugulosina e la chitosanasi.